# Bakota Árpád
Bakota Árpád (Szabadka, 1960. január 6. –) Jászai Mari-díjas magyar színművész, tanár.

## Életpályája
Középiskola tanulmányait szülővárosában végezte. 1982-ben diplomázott az Újvidéki Színiakadémián. 1982–1986 között az Újvidéki Színház, 1987–1990 között a szabadkai Népszínház tagja volt. 1990–1993 között rádiós és televíziós munkákat vállalt Újvidéken. 1993-tól a debreceni Csokonai Színház színésze. 2001-től a debreceni Ady Endre Gimnázium drámatanára.

## Filmes és televíziós szerepei
- Liberté '56 (2006)
- Méhek tánca (2007)
- A rögöcsei csoda (2014)
- Kossuth papja (2015)

## Díjai
- Csokonai-díj (2019)
- Jászai Mari-díj (2022)[4]
- Fedák Sári-díj (2023)[5]